# Abel Gance

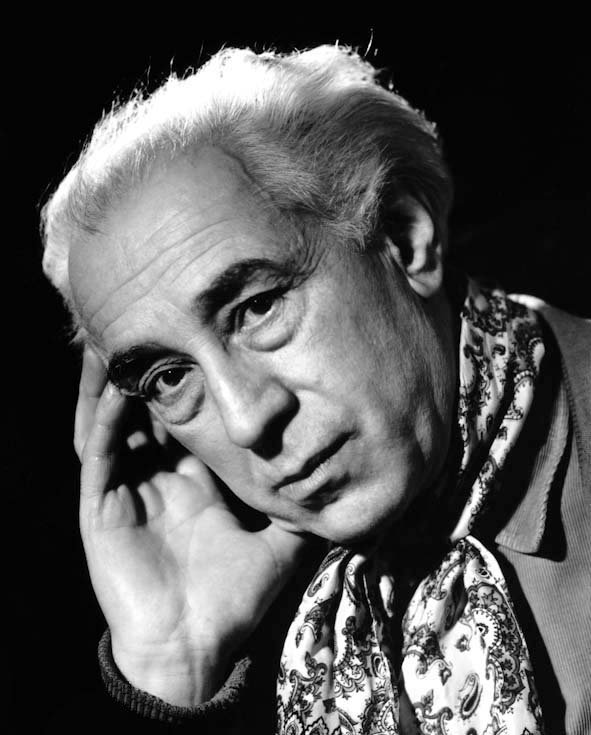
Gance fotograferad av Studio Harcourt Paris.

Abel Gance, född 25 oktober 1889, död 10 november 1981, var en fransk filmregissör. Jämte D.W. Griffith i USA och Sergej Eisenstein i Sovjetunionen var Gance en av förgrundsgestalterna i utformandet av det moderna filmspråket. Under 1920-talet var hans verk starkt förknippade med den franska impressionismen, som bland annat kännetecknas av snabb klippning, många närbilder och ofta handhållen kamera.
Under stumfilmstiden gjorde Gance flera franska monumentalfilmer, som J'accuse från 1919, En kärlekens tragedi från 1922, och den fem och en halv timme långa Napoléon från 1927, om den franske kejsaren Napoleon I.

## Filmografi
- 1911 - La Digue
- 1912 - Il y a des pieds au plafond
- 1912 - La Pierre philosophe
- 1912 - Le Masque d'horreur
- 1912 - Le Nègre blanc
- 1915 - La Fleur des ruines
- 1915 - La Folie du docteur Tube
- 1915 - L'Énigme de dix heures
- 1915 - L'Héroïsme de Paddy
- 1915 - Strass et Compagnie
- 1915 - Un drame au château d'Acre
- 1916 - Ce que les flots racontent
- 1916 - Fioritures
- 1916 - Le Fou de la falaise
- 1916 - Le Périscope
- 1916 - Les Gaz mortels
- 1917 - Barberousse
- 1917 - La Zone de la mort
- 1917 - Le Droit à la vie
- 1917 - Mater Dolorosa
- 1918 - Ecce Homo
- 1918 - Tionde symfonien (La dixième symphonie)
- 1919 - J'accuse
- 1922 - En kärlekens tragedi (La Roue)
- 1924 - Max i spökslottet (Au secours!)
- 1927 - Napoléon
- 1928 - Marines et cristeaux
- 1931 - La Fin du monde
- 1932 - Starkare än blodet (Mater Dolorosa)
- 1934 - Poliche
- 1935 - Jérôme Perreau héros des barricades
- 1935 - Le Roman d'un jeune homme pauvre
- 1935 - Lucrecia Borgia (Lucrèce Borgia)
- 1935 - Napoléon Bonaparte
- 1937 - En odödlig kärlek (Un grand amour de Beethoven)
- 1938 - Jag anklagar... (J'accuse)
- 1938 - Le Voleur de femmes
- 1939 - Louise
- 1940 - Kärlekens melodi (Paradis perdu)
- 1941 - Vénus aveugle
- 1943 - Le Capitaine Fracasse
- 1953 - Quatorze juillet
- 1955 - La Tour de Nesle
- 1956 - Magirama (kortfilmsvit: Auprès de ma blonde, Fête foraine, Begone Dull Care, Le Départ de l'armée d'Italie, Châteaux de nuages)
- 1960 - Slaget vid Austerlitz (Austerlitz)
- 1964 - Cyrano och d'Artagnan (Cyrano et d'Artagnan)
- 1966 - Marie Tudor
- 1967 - Valmy
- 1971 - Bonaparte och revolutionen (Bonaparte et la Révolution)